# Lokale Partij Vlissingen
De Lokale Partij Vlissingen (LPV) is een politieke partij in de Nederlandse gemeente Vlissingen. De partij werd opgericht in 1998 en maakt sinds 2006 deel uit van de Vlissingse gemeenteraad. In de periode 2010-2018 als grootste partij en in 2018-2022 als tweede grootste. Zij heeft deelgenomen in alle coalities vanaf 2007. 
De LPV staat geen bepaalde politieke stroming voor maar behartigt de belangen van de gemeente Vlissingen en haar bewoners. De partij heeft geen banden met een landelijke partij.

aantal zetels
2006: 3 van de 29
2010: 6 van de 27
2014: 5 van de 27
2018: 5 van de 27
2022: 4 van de 27